# Misión Santa Gertrudis
La Misión Santa Gertrudis se encuentra ubicada casi en el centro y oriente de la Península de Baja California, en Baja California (norte) justo al norte del paralelo 28, que es la división con Baja California sur.

## La Fundación
El sitio de la fundación de la misión fue asignado por el misionero Fernando Consag el 22 de mayo de 1751. El padre Consag procedia de la misión de San Ignacio de Kadakaamán fundada en 1728 por el padre Juan Bautista Luyando. Nombró el sitio para la nueva misión como La Piedad y a continuación levantó en forma temporal la iglesia y el recinto para los soldados que le acompañaban. El padre Consag fue auxiliado por un nativo ciego, convertido al cristianismo de nombre Andrés Comanaji Sestiaga.
El converso Andrés Comanaji de manera misteriosa convirtió a miles de nativos de las regiones de Mulegé, San Ignacio y Santa Gertrudis al cristianismo.

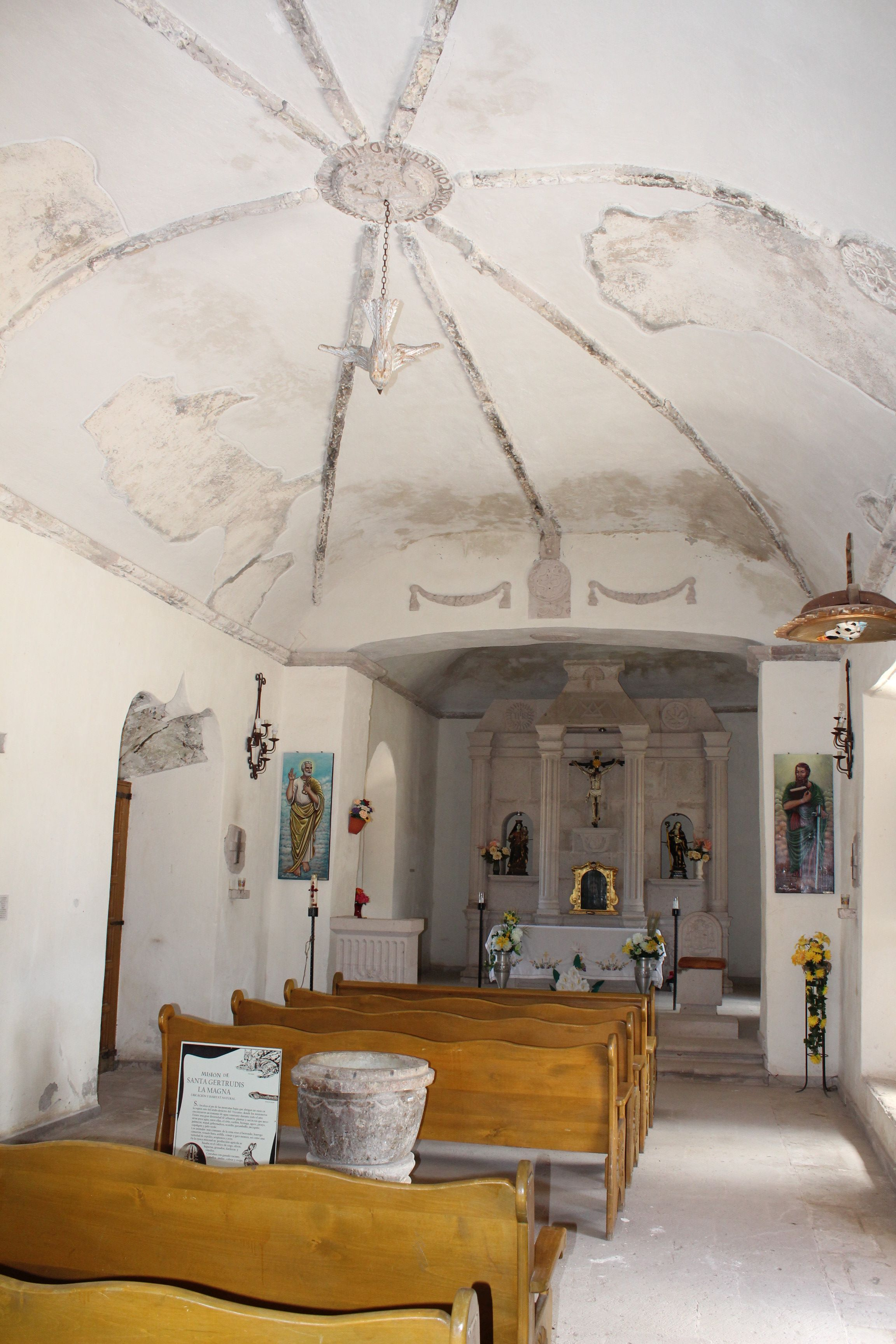
Nave central

El padre jesuita alemán Jorge Retz después de pasar un año en la misión de Misión de San Ignacio de Kadakaamán había aprendiendo la lengua nativa cochimí, y pasó al sitio como sucesor del padre Consag, que había nombrado como La Piedad y con la dotación del marqués de Villapuente, fundó la misión de Santa Gertrudis, llamada así en honor la germana Santa Gertrudis, y a la patrocinadora de la construcción Doña Gertrudis de la Peña, marquesa de las Torres de Rada, prima y esposa (1717) del marqués de Villapuente de la Peña.
Al llegar a La Piedad (Santa Gertrudis), el padre Retz llevó consigo provisiones, ganado, caballos, mulos, chivos, corderos y gallinas. El converso indígena ciego Andrés Comanaji apoyó la labor del misionero presentándole alrededor de 1,400 nativos dispuestos a ser bautizados en la fe cristiana, mismo individuo que facilitó el descubrimiento de un ojo de agua.
En 1752 Retz inició la construcción de la misión, plantó olivos y viñedos, a pesar de que estaba prohibida la siembra de viñedos  por la Corona Española, no así los misioneros. La misión fue construida con sillares cincelados en la roca viva, que hasta la fecha se pueden observar después de la restauración. La puerta de acceso al templo es particularmente bella y está flanqueada por columnas rematadas con obeliscos finamente decorados. 
La bóveda del presbiterio tuvo defectos de construcción y luce nervaduras góticas que convergen en un círculo con emblema de los dominicos, fechado en 1795, y herederos de la misión. La espadaña con sus campanas de la época está a nos cuantos pasos de la iglesia. Santa Gertrudis era el centro de diversas rancherías y hasta 808 personas.
En 1762 El padre Retz recibió a su compañero Wenceslao Linck a quien le enseñó el dialecto cochimí y los lineamientos de la evangelización en la zona. Luego lo envió a la Misión de San Francisco Borja de Ádac, la cual Linck construyó.

## El Abandono
Con la expulsión de los jesuitas de la península de Baja California, las enfermedades que diezmaron la población nativa y el simple abandono que padeció por siglos la Misión declinó, se dice que fue saqueada. La Misión fue construida en piedra y eso la salvó de su total destrucción.
A principios del XX fue usada como escuela. Los lugareños, familias Arballo, Salgado, Urías entre otras, le hicieron pequeñas reparaciones. A fines de la década de 1980 los ejidatarios solicitaron al Instituto Nacional de Antropología e Historia su rescate mismo que en colaboración con dependencias del estado de Baja California hizo los trabajos iniciales de rescate y restauración.

## Restauración

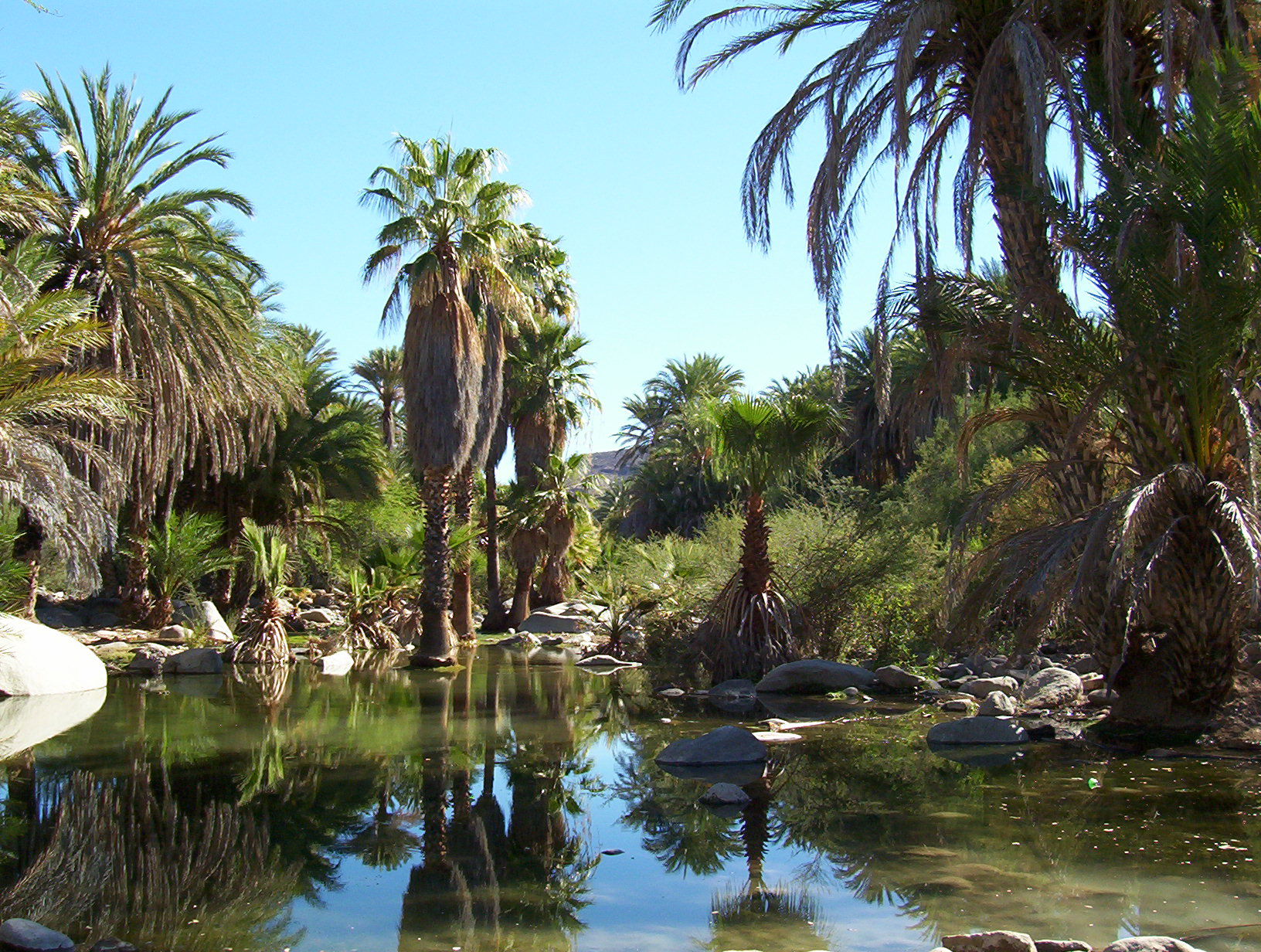
Manantial de Santa Gertrudis BC, México

En 1997 se concluyó con la restauración del edificio en cantera, a cargo del Instituto Nacional de Antropología e Historia y de apoyos privados, en una ceremonia religiosa con la presencia de los obispos de la diócesis de Tijuana Baja California y de La Paz Baja California Sur, se llevó a a cabo la consagración del templo recién restaurado. Un gran el impulsor y gestor de esta obra de restauración fue el sacerdote italiano residente en la zona Mario Menghini Pecci. El acto de consagración estuvo enmarcado por el júbilo de la comunidad de feligreses que como agradecimiento a la gestión del sacerdote, al finalizar la ceremonia le fue entregada una placa de cantera conmemorativa de agradecimiento, que se conserva en el área de museo ubicado contiguo al edificio del templo.

## Festividades tradicionales
Cada año se realizan dos celebraciones tradicionales, en marzo o abril, la Semana Santa y el 16 de noviembre en honor a la virgen de Santa Gertrudis La Magna, patrona de la comunidad, y durante varios días acuden devotos a rendir culto, especial de la región central de la península de Baja California.

Panorámica de la Misión de Santa Gertrudis la Magna

## Epílogo
Está ubicada en una zona despoblada a mitad del desierto bajacaliforniano, en una zona de difícil acceso por la carencia de carreteras, el centro de población más cercano es Guerrero Negro. La misión es Monumento Histórico por decreto de ley federal y ley orgánica del Instituto Nacional de Antropología e Historia. Pocas familias habitan en el lugar. Es un hermoso oasis y arroyo apto para pasar unos días de esparcimiento, además hay sitios de interés rupestre en los alrededores.